# Asterix & Obelix: Il duello dei capi
Asterix & Obelix: Il duello dei capi (Astérix & Obélix: Le Combat des Chefs) è una serie televisiva animata del 2025.
Si tratta della prima trasposizione seriale tratta dai fumetti di Asterix, creati da René Goscinny e Albert Uderzo.
La serie adatta il fumetto omonimo, intrecciandolo con altre storie, tra cui Come fu che Obelix cadde da piccolo nel paiolo del druido e alcune parti di Asterix e lo scudo degli Arverni.

## Trama
Nel 50 avanti Cristo, tutta la Gallia è occupata dai romani, fatta eccezione per un piccolo villaggio di irriducibili galli che continuano a resistere all'invasore, grazie all'ausilio della loro pozione magica che dona a loro una forza sovraumana.
Giulio Cesare scopre una vecchia tradizione gallica che permette di sfidare un capo dei Galli in un duello, al termine del quale il vincitore prenderà il controllo sulla tribù sconfitta. Decide quindi di sfidare il capo Abraracourcix con un gallo devoto alla causa dell'impero romano, in modo da conquistare il villaggio senza conflitti armati. Nel frattempo, il druido Panoramix subisce un incidente che lo fa impazzire e lo impossibilita dal cucinare la pozione magica.

## Personaggi
- Asterix: il principale guerriero del villaggio degli irriducibili. Doppiato in originale da Alain Chabat, in italiano da Andrea Lavagnino.
- Obelix: il più forte membro del villaggio degli irriducibili. Da piccolo è caduto nel paiolo del druido e ha ottenuto gli effetti della pozione in modo permanente. È particolarmente impacciato e timido, nonostante la sua presenza imponente. Doppiato in originale da Gilles Lellouche, in italiano da Simone Mori.
- Panoramix: il druido del villaggio. È molto anziano e molto saggio, ha creato la pozione magica che dona una forza sovraumana. Nel secondo episodio perde la memoria a causa di un menhir scagliato da Obelix, dimenticando la ricetta per preparare la pozione magica. Doppiato in originale da Thierry Lhermitte e in italiano da Ambrogio Colombo.
- Abraracourcix: il capovillaggio degli irrucibili e marito di Beniamina. È amico ed ex compagno di scuola di Asterix e Obelix. Doppiato in originale da Grégoire Ludig e in italiano da Dario Oppido.
- Giulio Cesare: dittatore e generale di Roma. Cerca di trovare qualsiasi soluzione per prendere possesso dell'unico villaggio gallico che gli resiste, quello degli irriducibili. Doppiato in originale da Laurent Lafitte, in italiano da Angelo Maggi.
- Metadata: cittadina romana, nipote del centurione Fastendfurius, è colei che propone a Cesare il duello dei capi. Doppiata in originale da Anaïs Demoustier e in italiano da Eva Padoan.
- Fastendfurius: centurione romano, zio di Metadata, verrà inviato con la nipote da Cesare in Gallia. Doppiato in italiano da Saverio Indrio.
- Inpsus (Potus): centurione romano a capo della legione assegnata al villaggio degli irriducibili. Verrà incaricato da Fastendfurius di mettere fuori dai giochi Panoramix. Doppiato in originale da Jean-Pascal Zadi e da Riccardo Burbi in italiano.
- Beniamina: moglie di Abraracourcix. Era compagna di scuola del marito e di Asterix e Obelix. Doppiata da Géraldine Nakache in originale e da Daniela D'Angelo in italiano.
- Bibus: responsabile del 'marketing' di Giulio Cesare e collega di Metadata. Doppiato in italiano da Nanni Baldini.
- Ordinalfabetix: pescivendolo del villaggio degli irriducibili. Doppiato da Alexandre Astier in originale e da Luigi Ferraro in italiano.
- Assurancetourix: bardo del villaggio gallico, è estremamente stonato e per questo costantemente zittito dai compaesani. Doppiato in italiano da Piero Di Blasio.
- Matusalemix: membro più anziano (insieme a Panoramix) del villaggio degli irriducibili. Doppiato in originale da Gérard Hernandez e da Bruno Alessandro in italiano.
- Ayurveda (Apothika): Strega gotica, amica di Panoramix che vive nella foresta. Viene descritta come una "dottoressa della testa" (una psicologa) da Beniamina. Veste in stile goth e parla con accento tedesco. Doppiata in originale da Jeanne Balibar[3] e in italiano da Alessandra Grado.
- Mamma di Cesare: madre del dittatore romano, doppiata in originale da Jérôme Commandeur e in italiano da Gerolamo Alchieri.

## Episodi
| Stagione       | Episodi | Pubblicazione |
| -------------- | ------- | ------------- |
| Prima stagione | 5       | 2025          |

## Distribuzione
La serie tv è stata pubblicata internazionalmente su Netflix il 30 aprile 2025.

### Edizione italiana
Il doppiaggio italiano, diretto da Gabriele Patriarca su dialoghi di Cecilia Gonnelli e realizzato da Dubbing Brothers Int. Italia, vede Andrea Lavagnino e Simone Mori interpretare i protagonisti Asterix e Obelix. Riprendono i rispettivi ruoli (già interpretati rispettivamente in Asterix e il regno degli dei e Asterix e il segreto della pozione magica) di Beniamina, Automatix e Ordinalfabetix Daniela D'Angelo, Antonio Palumbo e Luigi Ferraro, mentre Bruno Alessandro, doppiatore di Abraracourcix in Asterix & Obelix contro Cesare e Asterix e i vichinghi, doppia invece Matusalemix. Come nella maggior parte delle precedenti trasposizioni di Asterix, i soldati romani parlano con forte accento romanesco.

## Curiosità
- Sebbene non sia la prima volta che più adattamenti di Asterix usino la stessa fonte, questo è il primo adattamento animato a basarsi su una storia già adattata da un altro film animato (Asterix e la grande guerra).